# فرد بين
فرد بين (بالإنجليزية: Fred Beene)‏ هو لاعب كرة قاعدة أمريكي، ولد في 24 نوفمبر 1942 في انغلتون في الولايات المتحدة.

## وصلات خارجية
- فرد بين على موقعبيزبول رفرنس.كوم (الدوري الرئيسي) (الإنجليزية)
- فرد بين على موقع جمعية أبحاث البيسبول الأمريكية (الإنجليزية)